# Mistrzostwa Europy w Saneczkarstwie 1955
13. Mistrzostwa Europy w saneczkarstwie 1955 odbyły się w zachodnioniemieckim Hahnenklee. Rozegrane zostały trzy konkurencje: jedynki kobiet, jedynki mężczyzn oraz dwójki mężczyzn. W tabeli medalowej najlepsza była Austria.

## Wyniki

### Jedynki kobiet
| Medal | Zawodniczka   | Narodowość | Czas | Strata |
| ----- | ------------- | ---------- | ---- | ------ |
|       | Maria Isser   | Austria    |      |        |
|       | Karla Kienzl  | Austria    |      |        |
|       | Erika Leitner | Włochy     |      |        |

### Jedynki mężczyzn
| Medal | Zawodnik      | Narodowość | Czas | Strata |
| ----- | ------------- | ---------- | ---- | ------ |
|       | Paul Aste     | Austria    |      |        |
|       | Albert Krauss | RFN        |      |        |
|       | Johann Stangl | Austria    |      |        |

### Dwójki mężczyzn
| Medal | Zawodnicy                       | Narodowość | Czas | Strata |
| ----- | ------------------------------- | ---------- | ---- | ------ |
|       | Paul Aste/Paul Isser            | Austria    |      |        |
|       | Hermann Küppel/Dietrich Schmidt | RFN        |      |        |
|       | Hermann Mayr/Erhard Grundmann   | RFN        |      |        |

## Klasyfikacja medalowa
| Miejsce | Państwo |   |   |   | Razem |
| ------- | ------- | - | - | - | ----- |
| 1.      | Austria | 3 | 1 | 1 | 5     |
| 2.      | RFN     | 0 | 2 | 1 | 3     |
| 3.      | Włochy  | 0 | 0 | 1 | 1     |